# Гапоненко, Лука Степанович
Лука Степанович Гапоненко (4 (17) января 1916, Рудня — 2005, Москва) — советский и российский историк, доктор исторических наук, профессор.

## Биография
Родился в деревне Рудня Почепского района Брянской области. Окончив школу в 1931 году, был послан на комсомольскую работу. В 1937 году окончил Новозыбковский учительский институт и начал работать учителем в деревне Рудня Почепского района. В 1934 году поступил на исторический факультет пединститута в Смоленске, который окончил в 1939 году. В 1938 году был принят в ряды партии большевиков. Затем Л. С. Гапоненко работал преподавателем и директором средней школы, инспектором облоно, лектором отдела пропаганды Орловского обкома партии.
Был призван в действующую армию в октябре 1941 года. Начал войну в ноябре 1941 года инструктором пропаганды стрелкового 1090-го полка в составе 323-й стрелковой дивизии 10-й армии, формировавшейся в Тамбове. Армия вступила в бой в первых числах декабря 1941 года на левом фланге Западного фронта. Дивизия прошла с боями 300 км — от города Михайлова Рязанской области до города Людиново Калужской области.
После гибели комиссара в декабре 1941 года назначен комиссаром полка. В январе 1942 года в битве за Москву был тяжело ранен. После госпиталя назначен старшим инструктором политотдела тыла армии. В июле 1942 года присвоено звание батальонный комиссар. Назначен лектором политотдела 16-й армии (в 1943 году −11-й гвардейской армии). В 1943 году присвоено звание гвардии майор, после чего второй раз ранен и контужен. В 1944—1945 годах — инспектор политотдела; присвоено звание подполковник.
Гвардии подполковник Л. С. Гапоненко награждён орденами Красной Звезды, Отечественной войны I и II степени, медалями «За победу над Германией в Великой Отечественной войне 1941—1945 гг.», «За оборону Москвы», «За взятие Кенигсберга».
После демобилизации в 1946 году поступил в аспирантуру Академии общественных наук при ЦК КПСС, окончил её в 1949 году. Оставлен на преподавательской работе; одновременно был заместителем директора и и. о. директора Института истории АН СССР (1953—1970); с 1971 работал в Академии общественных наук — руководитель кафедры в 1970—1988 годах, доктор исторических наук (1964), профессор (1964), заслуженный деятель науки РСФСР. В 1988—1995 гг. профессор АОН (РАУ). С 1995 года на пенсии. Заслуги в научно-педагогической деятельности отмечены орденом Дружбы народов. За 40 лет педагогической деятельности им подготовлено свыше 40 кандидатов и 10 докторов наук.
Сын Александр (род. 1952) — экономист, профессор РАНХиГС, заслуженный деятель науки РФ.

## Основные работы
- Солдатские массы западного фронта в борьбе за власть Советов: (1917). — [М.] : Госполитиздат, 1953
- Коммунистическая партия — организатор и вождь Великой Октябрьской социалистической революции. / Канд. ист. наук Л. С. Гапоненко. — М.: Знание, 1955.
- Великая Октябрьская социалистическая революция: Исторический очерк. М., 1957.
- Революционное движение в России после свержения самодержавия / Под ред. Л. С. Гапоненко (отв. ред.) [и др.]. — М. Изд-во АН СССР, 1957.
- Революционное движение в России в апреле 1917 г.: Апрельский кризис / Под ред. Л. С. Гапоненко (отв. ред.) [и др.]. — М. Изд-во АН СССР, 1958.
- Материал к лекции на тему: В. И. Ленин и революционное творчество российского пролетариата в 1917 году / Канд. ист. наук Л. С. Гапоненко. — М.: Знание, 1960.
- Исторические знания — на службу строительства коммунизма / Кандидаты ист. наук Л. С. Гапоненко, Ю. А. Поляков. — М.: Знание, 1962.
- Рабочий класс России в период подготовки Великой Октябрьской социалистической революции : Автореферат дис. … доктора исторических наук / Ин-т марксизма-ленинизма при ЦК КПСС. Ин-т истории АН СССР. — М.: [б. и.], 1964.
- Л. С. Гапоненко, Г. М. Деренковский, С. В. Тютюкин. Борьба большевиков за армию в трех революциях. — М.: Политиздат, 1969.
- Революционное движение в русской армии. 27 февраля — 24 октября 1917 г.: Сборник документов / Под ред. д-ра ист. наук Л. С. Гапоненко. — М.: Наука, 1968.
- Рабочий класс в России в 1917 г. М., 1970.
- Октябрьская революция и армия. 25 октября 1917 г. — март 1918 г.: Сборник документов / Под ред. д-ра ист. наук Л. С. Гапоненко. — М.: Наука, 1973.
- Ведущая роль рабочего класса в реконструкции промышленности СССР / [Ред. коллегия: Л. С. Гапоненко (гл. ред.) и др.] ; Акад. обществ. наук при ЦК КПСС. Кафедра истории СССР. — М.: Мысль, 1973.
- Гегемония пролетариата в трех русских революциях / [Л. С. Гапоненко, Н. И. Сурков, Н. Н. Демочкин и др.]; [Под ред. профессоров Л. С. Гапоненко, К. В. Гусева] ; Акад. обществ. наук при ЦК КПСС, Кафедра истории СССР. — М.: Мысль, 1975.
- Новая историческая общность людей: сущность, формирование, развитие / [Канд. ист. наук А. П. Артемьев, д-р экон. наук Л. А. Булочникова, д-р ист. наук Л. С. Гапоненко и др.]; [Редколлегия: д-р ист. наук Л. С. Гапоненко и др.] ; Акад. обществ. наук при ЦК КПСС. — М.: Мысль, 1976.
- Решающая сила Великого Октября. М., 1977.
- Проблемы социального и культурного развития современного советского села : Сб. науч. тр. / Акад. обществ. наук при ЦК КПСС. Каф. истории ; Редкол.: д-р ист. наук, проф. Л. С. Гапоненко и др. — М.: [б. и.], 1979.
- Из истории Советов народных депутатов в период развитого социализма : [Сб. науч. тр. аспирантов] / Акад. обществ. наук при ЦК КПСС. Каф. истории; [Редкол.: д. ист. н., проф. Л. С. Гапоненко и др.]. — М.: АОН, 1979.
- История советского рабочего класса : в 6-ти т. / гл. редкол.: С. С. Хромов (гл. ред.) и др. ; [предисл. С. С. Хромова]. — М.: Наука, 1984— . Т. 1: Рабочий класс в Октябрьской революции и на защите её завоеваний, 1917—1920 гг. / [Л. С. Гапоненко и др.]; редкол.: Л. С. Гапоненко (отв. ред.), Е. Г. Гимпельсон, Г. А. Трукан. — 1984.
- Рабочий класс и ускорение научно-технического прогресса : [Сб. ст.] / Акад. обществ. наук при ЦК КПСС; [Редкол.: Л. С. Гапоненко (отв. ред.) и др.]. — М. : АОН, 1986.
- Великий Октябрь : Крат. ист.-рев. справ. / [Гапоненко Л. С. и др.]. — М. : Политиздат, 1987.